# Faculdade do Clube Náutico Mogiano
Faculdade do Clube Náutico Mogiano é uma faculdade localidada no município de Mogi das Cruzes no estado de São Paulo.
Foi criada em 1972 pelo Clube Náutico Mogiano e está localizada às margens do rio Tietê. Possui os cursos de Educação Física e Fisioterapia.